# Liga Norte Senior 2017
La Liga Norte 2017 è la 6ª edizione del campionato di football americano, organizzato dalla FEFAPA. È uno dei campionati validi per la LNFA Serie C 2017.
Pur essendo organizzata dalla federazione asturiana, a questa edizione non hanno preso parte squadre provenienti dalle Asturie.

## Squadre partecipanti
| Club                | Città     | Stadio | Sponsor ufficiale | Risultato nella stagione 2016 |
| ------------------- | --------- | ------ | ----------------- | ----------------------------- |
| Cantabria Bisons    | Santander |        | Uneatlántico      |                               |
| Zaragoza Hornets    | Saragozza |        |                   |                               |
| Zaragoza Hurricanes | Saragozza |        |                   |                               |

## Stagione regolare

### Calendario

#### 1ª giornata
| Saragozza 18 dicembre 2016, ore 13:00 | Zaragoza Hornets | 0 – 26 (0-14 0-6 0-0 0-6) referto | Zaragoza Hurricanes | Parque Deportivo Ebro |

#### 2ª giornata
| Saragozza 4 febbraio 2017, ore 16:00 | Zaragoza Hurricanes | 43 – 0 (0-0 21-0 14-0 8-0) referto | Zaragoza Hornets | Parque Deportivo Ebro |

#### 3ª giornata
| Saragozza 18 febbraio 2017, ore 16:00 | Zaragoza Hornets | 6 – 31 referto | Cantabria Bisons | Parque Deportivo Ebro |

#### 4ª giornata
| Santander 11 marzo 2017, ore 17:30 | Cantabria Bisons | 14 – 27 referto | Zaragoza Hurricanes | IMD La Albericia |

#### 5ª giornata
| Santander 26 marzo 2017, ore 12:00 | Cantabria Bisons | 21 – 0 (0-0 7-0 0-0 14-0) referto | Zaragoza Hornets | IMD La Albericia |

#### 6ª giornata
| 1º aprile 2017, ore 16:00 | Zaragoza Hurricanes | 37 – 3 (0-3 18-0 13-0 6-0) referto | Cantabria Bisons |  |

### Classifica
La classifica della regular season è la seguente:
- PCT = percentuale di vittorie, G = partite giocate, V = partite vinte,  P = partite perse, PF = punti fatti, PS = punti subiti

| Pos. | Squadra             | PCT   | G | V | N | P | PF  | PS  |
| ---- | ------------------- | ----- | - | - | - | - | --- | --- |
| 1    | Zaragoza Hurricanes | 1.000 | 4 | 4 | 0 | 0 | 133 | 17  |
| 2    | Cantabria Bisons    | .500  | 4 | 2 | 0 | 2 | 69  | 70  |
| 3    | Zaragoza Hornets    | .000  | 4 | 0 | 0 | 4 | 6   | 121 |

## Verdetti
- Zaragoza Hurricanes Campioni della LNS